# Agroeca maghrebensis
Espèce
Agroeca maghrebensis est une espèce d'araignées aranéomorphes de la famille des Liocranidae.

## Distribution
Cette espèce se rencontre au Maroc, en Algérie et en Tunisie.

## Description
Le mâle holotype mesure 4,0 mm et les femelles de 4,6 à 6,4 mm.

## Étymologie
Son nom d'espèce, composé de maghreb et du suffixe latin -ensis, « qui vit dans, qui habite », lui a été donné en référence au lieu de sa découverte, le Maghreb.

## Publication originale
- Bosmans, 1999 : The genera Agroeca, Agraecina, Apostenus and Scotina in the Maghreb countries (Araneae: Liocranidae). Bulletin de l'Institut Royal des Sciences Naturelles de Belgique, 69, 25-34.